# Günther Keyser

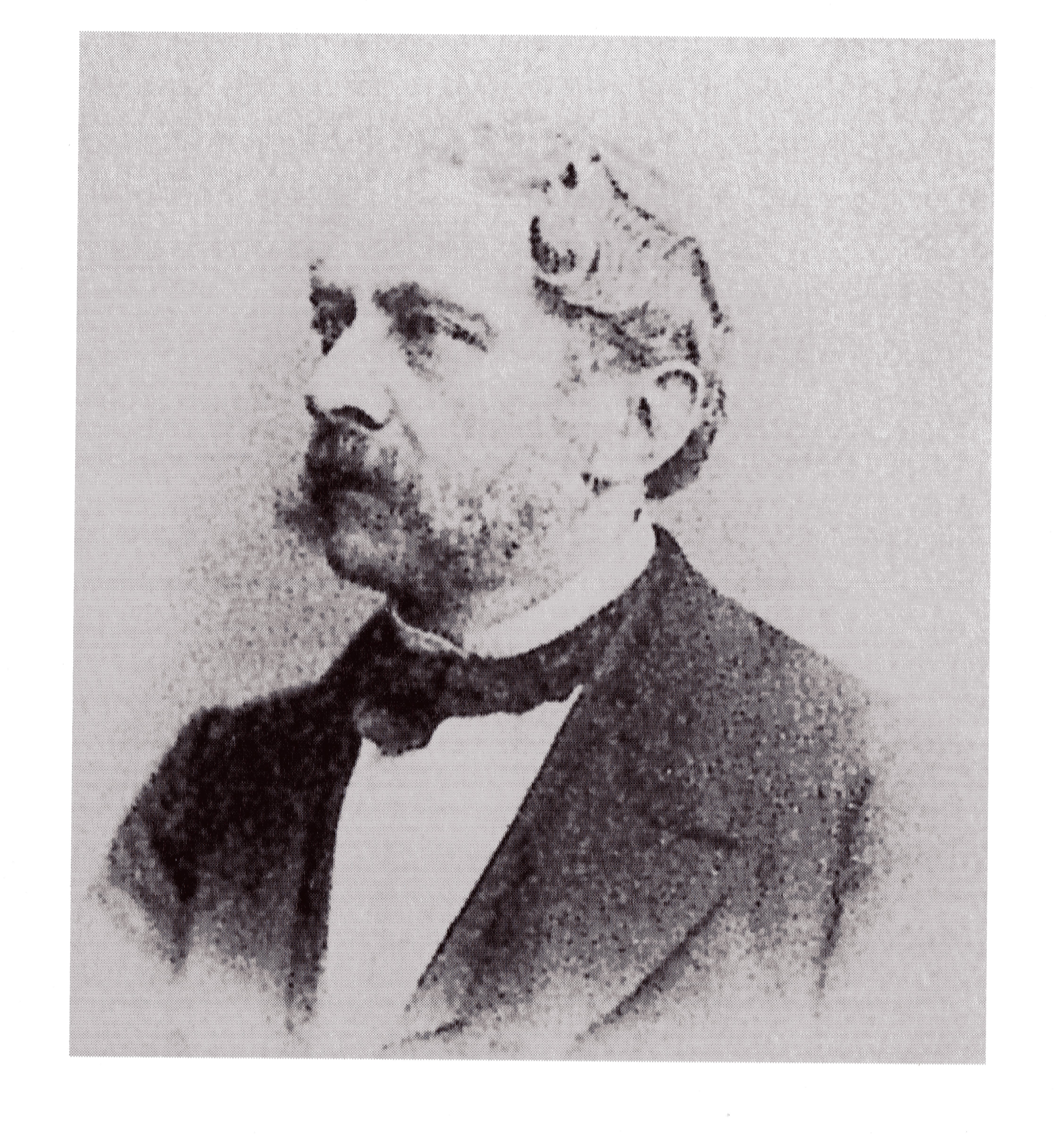
Günther Keyser (1820 bis 1874), Jurist und Politiker in Sondershausen

Günther Friedrich Carl Ernst Keyser (* 22. August 1820 in Sondershausen; † 22. Dezember 1874 ebenda) war Jurist und Politiker im Fürstentum Schwarzburg-Sondershausen. Er war Mitglied der Stadtverordnetenversammlung von Sondershausen, des Landtags in Sondershausen und des Reichstags des Norddeutschen Bundes.

## Familie
Günthers Vater Georg Friedrich Keyser (auch: Kayser; 1776–1842) war Oberpfarrer in Sondershausen, Archidiakon, Superintendent und Kirchenrat. Daneben war er 1829–1835 mit der Leitung des neugegründeten Gymnasiums in Sondershausen beauftragt. Günthers Mutter Friederica Eleonora Christiane geb. Mönch (1788–1850) war eine Tochter der unverheirateten Johanna Friederica Carolina Mönch (* 1766, † 16. Februar 1852) und des 1758 bis 1794 regierenden Fürsten Christian Günther von Schwarzburg-Sondershausen.
Günther hatte zwei Geschwister. Sein Bruder Thilo Eduard (1810–1896) studierte Theologie und war 1840–1843 Diakon in Sondershausen. 1844–1860 war er Direktor des Landesseminars für Volksschullehrer ebenda; 1860–1890 Pfarrer in Niederspier. Thilo war mit Marie geb. Gräfin von Gluszczewska (1826–1910) verheiratet. Sie hatten zwei Kinder: Marie (1847–1944) verehelichte Schultzenstein mit verzweigter Nachkommenschaft, und Georg (1855–1939), dessen Ehe kinderlos blieb.
Sein Bruder Gustav Adolph (1807–1901) studierte Jura und war ab 1830 in verschiedenen Verwaltungsstellen der Sondershäuser Regierung tätig. 1850–1857 war er Landrat in Gehren. Er war Ende 1851 bis 1862 Mitglied des Landtags in Sondershausen; dort rechnete er zu den Konservativen. 1862 bis 1877 war er Regierungschef (Staatsminister), zugleich Vorstand der Abteilungen für die Inneren und die Auswärtigen Angelegenheiten. Er wurde 1866 in den Schwarzburg-Sondershäuser erblichen Adelsstand erhoben. Gustav war in zweiter Ehe mit Frieda geb. Rasch, verwitwete von Rüxleben (1841–1935) verheiratet. Er hatte keine Kinder.
Günther verlobte sich Weihnachten 1842 (nachdem er Gerichtshalter geworden war) mit Johanna Gabriele Friederike Busch (* 1824 in Arnstadt, † 1920 in Sondershausen), Tochter von Ferdinand Benjamin Busch, Jurist, ab 1840 Regierungsmitglied in Sondershausen, von April 1842 bis Juni 1850 Präsident des Landes-Justiz-Kollegiums in Arnstadt, dann bis 1860 Vizepräsident des Appellationsgerichts in Eisenach sowie Verfasser von juristischen und bienenkundlichen Schriften. Eheschließung im Juni 1846. Günthers Tochter Stefanie (1847–1926) wurde Schriftstellerin. Sie hatte keine Geschwister.
Die Familie war nachhaltig befreundet mit dem Gymnasiallehrer Thilo Irmisch (* 1816), einem namhaften Botaniker, dann auch Landesgeschichtler und Redakteur bei Sondershäuser Zeitungen. Keyser war Mitglied in dem von Irmisch, Karl Chop und wenigen anderen Anfang 1863 gegründeten Naturwissenschaftlichen Verein, in dem sich wissenschaftsinteressierte Sondershäuser Bürger wöchentlich zu freiem Gedankenaustausch trafen. Im Deutschen Krieg gründete er zusammen mit Irmisch, seinem Schwager Hermann Busch und anderen einen Verein, der von Juli bis Anfang Oktober 1866 Mittel für die Unterstützung verletzter und erkrankter Soldaten und ihrer Familien sammelte. Im November 1868 rief er zusammen mit Irmisch, seinem Schwager, dem Gymnasialdirektor Wilhelm Kieser und anderen Honoratioren eine Reihe von populärwissenschaftlichen Vorträgen für das Sondershäuser Bürgertum ins Leben. Mit dem Schwager zusammen war er 1868 im Vorstand des geselligen Vereins Erholung.

## Beruf
Nach dem Abitur in Sondershausen studierte Keyser von 1838 bis 1841 Rechtswissenschaft in Jena, Berlin und Leipzig. Er war ab Januar 1842 Regierungsadvokat in Sondershausen; ab Oktober war er zusätzlich Gerichtshalter des Patrimonialgerichts der Familie von Wurmb in Großfurra.
Bei der Aufhebung der Patrimonialgerichtsbarkeit wurde er zum Juli 1850 als Amtmann im Justizamt von Keula übernommen. Zum Anfang 1853 wurde er Vorstand des Justizamts Ebeleben. Ab November 1853 hatte er die Leitung der Staatsanwaltschaft in Sondershausen, zunächst kommissarisch und ab Oktober 1854 definitiv als Staatsanwalt. Als im Juni 1870 die Stelle des Gerichtsdirektors frei wurde, rückte er dort ein. Er hatte die Stelle bis zu seinem Tod inne.
Von Januar 1874 bis zu seinem Tod fungierte Keyser als Mitherausgeber einer juristischen Zeitschrift, die von seinem Schwiegervater (F. B. Busch) und dessen Sohn Hermann Busch betrieben wurde.
Keyser erhielt das Schwarzburgische Ehrenkreuz III. Klasse (1866) und II. Klasse (1871). Ebenfalls 1871 wurde er Ritter der 1. Abteilung des Großherzoglichen Hausordens der Wachsamkeit oder vom weißen Falken von Sachsen-Weimar-Eisenach und erhielt den preußischen Kronen-Orden III. Klasse.

## Politik

### Landtag
Günther Keyser wurde für die Wahlperiode ab 29. Dezember 1851 in den Landtag von Sondershausen gewählt. Dies war der erste Landtag in der Geschichte des Landes, der aus gleichen geheimen direkten Wahlen hervorging, eine Frucht der Revolution von 1848. Seine Hauptaufgabe war es, die im vorherigen Landtag erarbeitete liberale Landesverfassung den restaurativen Forderungen des Bundesreaktionsbeschlusses anzupassen.
Zu Beginn unternahm die Gruppe der Abgeordneten um den liberalen ‚Märzminister‘ und Abgeordneten Friedrich Chop den Versuch, die Gruppe um den konservativen Abgeordneten (und Amtsvorgänger von Chop) Albert von Holleuffer mittels Wahlanfechtung zu schwächen. Günther Keyser gehörte zu von Holleuffers Gruppe, die die entscheidende Abstimmung knapp (mit 9 gegen 8 Stimmen) gewann, worauf Chop von Regierungsamt und Landtagsmandat zurücktrat. Nach dieser Schwächung der liberalen Seite in Regierung und Parlament ging der Umbau der Verfassung konsequent voran.
Nach der veränderten Verfassung wurde ein neues Zwei-Klassen-Wahlrecht beschlossen, in dem die Höchstbesteuerten stärker repräsentiert waren als die allgemeinen Wähler und wo es – als „eine bisher nirgends getroffene Einrichtung“ – vier auf Lebenszeit von Fürst und Landtag gemeinsam bestimmte Abgeordnete geben sollte. Aufgrund der neuen Verfassungssituation wurde die Wahlperiode am 23. Mai 1853 beendet, der Landtag aufgelöst und eine Neuwahl angesetzt.
Für die neue Wahlperiode (28. November 1853 bis Ende 1855, mit erster Sitzungsperiode vom 28. November 1853 bis 25. März 1854) wurde Günther Keyser in der Gruppe der allgemeinen Wähler gewählt. Dieser Landtag wählte ihn am 2. Dezember zu seinem Vizepräsidenten. Im Oktober 1854 erlosch Keysers Mandat wegen seiner Ernennung zum Staatsanwalt; er verzichtete auf eine neue Bewerbung.

### Reichspolitik
Keyser gehörte einem ‚Flotten-Comite‘ an, das im August 1861 zu patriotischen Beiträgen für eine deutsche (preußische) Kriegsflotte aufrief.
Bei der Wahl zum konstituierenden Reichstag des Norddeutschen Bundes am 12. Februar 1867 bewarb Keyser sich für den Wahlkreis Schwarzburg-Sondershausen. Dank der Unterstützung aus der Sondershäuser Unterherrschaft, insbesondere auch vom dortigen Arbeiterverein, verfehlte er die geforderte absolute Mehrheit gegen seinen Konkurrenten Karl von Gerber nur knapp und erreichte sie problemlos in der ‚engeren Wahl‘ (Stichwahl) am 2. März. In der Wahl zum ordentlichen Reichstag am 31. August 1867 erzielte er sofort die absolute Mehrheit. Als Mitglied des Reichstags gehörte er auch dem Zollparlament an, das ab Mai 1868 tagte.
Keyser schloss sich zunächst der Fraktion des Zentrums an, später der Freien konservativen Fraktion. Er legte am 16. Februar 1870 sein Reichstagsmandat nieder.

### Stadtrat
Keyser wurde am 11. November 1867 (in direkter öffentlicher Wahl nach einem Drei-Klassen-Wahlrecht) zum Stadtverordneten in Sondershausen gewählt. Er hatte dieses Amt bis zu seinem Tod inne.

## Nachweise
1. ↑  Geburtsangabe in Regierungs- und Intelligenz-Blatt vom 14. Oktober 1820, S. 236.
2. ↑  Regierungs- und Intelligenz-Blatt vom 15. Februar 1829, S. 49. Auch Georg Friedrich Keyser, in Neuer Nekrolog der Deutschen 20. Jg. 1842, Weimar 1844, S. 372–377, sowie Hermann Gresky in Der Deutsche 1926 Nr. 296.
3. ↑  Todes- und Dankesanzeige in Fürstlich Schwarzb. Regierungs- und Intelligenz-Blatt vom 16. November 1850, S. 484.
4. ↑  Todesanzeige und Kirchenamtsangabe in Fürstlich Schwarzb. Regierungs- und Intelligenz-Blatt vom 21. Februar 1852, S. 70, bzw. 17. April, S. 148.
5. ↑  Fürstlich Schwarzb. Regierungs- und Intelligenz-Blatt vom 6. Januar 1844, S. 1.
6. ↑  Nachruf in Der Deutsche 1896 Nr. 106. In seiner Schrift J. G. Fr. Cannabich […]. Ein biographisches Denkmal. gibt es autobiographische Bemerkungen über ihn und seine Mutter, z. B. S. 33.
7. ↑  Lengemann, Nachkommen S. 153–155 und 196.
8. ↑  Lengemann, Landtag S. 204f.
9. ↑  Todesanzeige in Der Deutsche 1920 Nr. 94; Standesamtsangabe in Nr. 102.
10. ↑  Dessen Vater Gabriel Christoph Benjamin Busch (* 1759), Pfarrer in Arnstad, war ebenfalls publizistisch sehr aktiv. (Pfarrerbuch S. 108f.)
11. ↑  Verlobungsanzeige und Heiratsangabe in Privilegirtes Arnstädtisches Regierungs- und Intelligenz-Blatt vom 24. Dezember 1842, S. 341, und vom 5. September 1846, S. 298.
12. ↑  Geburtsanzeige und Kirchenamtsangabe in Fürstlich Schwarzb. Regierungs- und Intelligenz-Blatt vom 3. April 1847, S. 135, bzw. 26. Juni, S. 255.
13. ↑  Ihre Todesanzeige ist von ihrer Freundin Anna Kelm, von der Witwe ihres Onkels Gustav und von Nachkommen ihres Onkels Thilo unterzeichnet: Der Deutsche 1926 Nr. 26; Dankesanzeige in Nr. 30.
14. ↑  Lebenswege in Thüringen. Vierte Sammlung. 2011. ISBN 9783939718574. S. 162–167: Biographie Nr. 344. (hier: S. 166.)
15. ↑  Vgl. Naturwissenschaftlicher Verein zu Sondershausen. In: Regierungs- und Nachrichtsblatt für das Fürstenthum Schwarzburg-Sondershausen vom 15. April 1884, S. 183f.
16. ↑  Der Deutsche 1866 Nr. 79, 87 und 124.
17. ↑  Der Deutsche 1868 Nr. 140 und 155.
18. ↑  Der Deutsche 1968 Nr. 31.
19. ↑  Eingeschrieben am 18. Mai 1838 (Matrikel der Universität Jena 1801‒1854, S. 292); Verzeichniß der Studirenden WS 1838/39 Nr. 204.
20. ↑  Fürstlich Schwarzb. Regierungs- und Intelligenz-Blatt vom 22. Januar 1842, S. 30f.
21. ↑  Fürstlich Schwarzb. Regierungs- und Intelligenz-Blatt vom 15. Oktober 1842, S. 363.
22. ↑  Gesetzestext in Fürstlich Schwarzb. Regierungs- und Intelligenz-Blatt 1849 Nr. 26.
23. ↑  Fürstlich Schwarzb. Regierungs- und Intelligenz-Blatt vom 22. Juni 1850, S. 260–262. Abschiedsgruß an Sondershausen S. 281.
24. ↑  Fürstlich Schwarzb. Regierungs- und Intelligenz-Blatt vom 4. Dezember 1852, S. 427.
25. ↑  Fürstlich Schwarzb. Regierungs- und Intelligenz-Blatt 12. November 1853, S. 491, und vom 30. September 1854, S. 469f.
26. ↑  Der Deutsche 1870 Nr. 78.
27. ↑  Todesanzeigen in Regierungs- und Nachrichtsblatt für das Fürstenthum Schwarzburg-Sondershausen vom 24. Dezember 1874, S. 616.
28. ↑  Nachruf in Archiv für Theorie und Praxis des Allgemeinen Deutschen Handels- und Wechselrechts.  Bd. 31, Berlin 1875, S. 81.
29. ↑  Der Deutsche 1866 Nr. 95 und 1871 Nr. 112.
30. ↑  Staatshandbuch S-W-E 1874 S. 47.
31. ↑  Der Deutsche 1871 Nr. 117.
32. ↑  Wahlergebnis in Fürstlich Schwarzb. Regierungs- und Intelligenz-Blatt vom 13. Dezember 1851, S. 385f.
33. ↑  Lengemann, Landtag S. 29–33.
34. ↑  Lebenswege in Thüringen. Vierte Sammlung. 2011. ISBN 9783939718574. S. 43–46: Biographie Nr. 312.
35. ↑  Lengemann, Landtag S. 192–194.
36. ↑  zusammen mit seinem Bruder Gustav (zu der Zeit Landrat in Gehren) und zwei weiteren Landräten, E. Huschke und C. Gottschalck. Vgl. Bruno Huschkes Schilderung in Der Deutsche 1903 Nr. 83.
37. ↑  Protokolle des 3. Landtags II. Sitzung.
38. ↑  Von Januar 1852 bis Mai 1855 lag die Leitung der Regierung interimistisch beim Vorstand der Abteilungen für Kirche, Schule und Justiz, dem eher konservativen Friedrich Schönemann. (Lengemann, Landtag S. 31 Anm. 92.)
39. ↑  Friedrich Lammert, Verfassungsgeschichte von Schwarzburg-Sondershausen. Entwicklung einer deutschen Territorialverfassung in kulturgeschichtlichem und staatsrechtlichem Zusammenhange. Bonn und Leipzig: Kurt Schroeder 1920, S. 125.
40. ↑  Wahlgesetz vom 1. Oktober 1852. Digitalisat.
41. ↑  Lengemann, Landtag S. 71 Anm. 113.
42. ↑  Landtagssitzung 13. November 1855 S. 8.
43. ↑  Mitglieder waren der Kreisgerichtsdirektor Wilhelm F. J. Hülsemann, der Landrat Bernhard Maempel, der Bürgermeister Friedrich Laue und weitere Sondershäuser Honoratioren; vgl. Der Deutsche 1861 Nr. 102 und 1862 Nr. 18.
44. ↑  Der Deutsche 1867 Nr. 10.
45. ↑  Der Deutsche 1867 Nr. 21 und Nr. 29.
46. ↑  Der Deutsche 1867 Nr. 109.
47. ↑  Deutsche Reichstage: Handbücher Bd. 3, 1867 S. 106] und Bd. 8, 1869 S. 242.
48. ↑  Deutsche Reichstage: Protokolle Bd. 10, 1870 S. 9.
49. ↑  gemäß Städteordnung vom 10. Juli 1857, §§63ff.
50. ↑  Der Deutsche 1867 Nr. 137; Lengemann, Landtag S. 203 Anm. 24.
51. ↑  Der Deutsche 1874 Nr. 304.

| Personendaten    | Personendaten                                             |
| ---------------- | --------------------------------------------------------- |
| NAME             | Keyser, Günther                                           |
| ALTERNATIVNAMEN  | Keyser, Günther Friedrich Carl Ernst (vollständiger Name) |
| KURZBESCHREIBUNG | Jurist, Reichstagsabgeordneter                            |
| GEBURTSDATUM     | 22. August 1820                                           |
| GEBURTSORT       | Sondershausen                                             |
| STERBEDATUM      | 22. Dezember 1874                                         |
| STERBEORT        | Sondershausen                                             |